# Jacques Riparelli
Jacques Riparelli (Yaoundé, 27 marzo 1983) è un velocista ed ex militare italiano, medaglia d'oro con la staffetta 4×100 metri sia ai Giochi mondiali militari di Hyderabad 2007 che ai Giochi del Mediterraneo di Mersin 2013.
Allenato da Adriano Benedetti dal 1997 al 2018, ha gareggiato dal 2006 al 2018 per il Centro Sportivo Aeronautica Militare.

## Biografia

### Gli inizi
Di padre italiano e madre camerunese, abita in Italia dall'età di 4 anni, sebbene abbia frequentato parte delle scuole elementari in Mali prima di tornare definitivamente in Italia, a Vigonovo (Venezia).
Dopo aver praticato da adolescente il calcio, decide di dedicarsi completamente all'atletica leggera. Cresce agonisticamente nel CUS Padova e nel 2006 entra a far parte del Centro Sportivo Aeronautica Militare.
Nel 2002 ai campionati italiani assoluti di Viareggio si laurea vicecampione nazionale con la 4×100 m.
Nel maggio del 2004 diventa campione nazionale universitario dei 100 m, mentre agli assoluti finisce settimo sui 100 m e quinto con la 4×100 m.
Ai campionati italiani promesse indoor del 2005 vince l'argento sui 60 m ed esce in batteria nei 200 m.
Nel 2006 ai campionati italiani assoluti non va oltre la semifinale dei 60 m indoor ed all'aperto termina settimo e quarto rispettivamente sui 100 m e con la 4×100 m.

### 2007 - 2012: l'esordio con la Nazionale seniores
Ai campionati italiani assoluti indoor del 2007 vince la medaglia di bronzo nei 60 m; invece ai nazionali universitari diventa campione italiano sui 100 m e finisce sesto con la 4×100 m.
Il 9 giugno a Ginevra (Svizzera) con 10"25 ottiene il 16º miglior tempo europeo della stagione ed anche 10º miglior tempo italiano di sempre.
Durante lo stesso mese, esordisce con la Nazionale seniores prendendo parte alla First League della Coppa Europa, tenutasi proprio in Italia a Milano: con il terzo posto sui 100 m ed il primo con la staffetta 4×100 m contribuisce alla promozione nella Super League della competizione continentale.
Nel corso dello stesso anno, anche se il suo tempo lo permetterebbe, non viene selezionato, perché reduce da un infortunio, per la prova individuale sui 100 m ai Mondiali di Osaka in Giappone, prendendo comunque parte alla spedizione azzurra con la staffetta 4×100 m con cui non va oltre la batteria.
Ai Giochi mondiali militari di Hyderabad in India invece vince la medaglia d'oro sempre con la 4×100 m, stabilendo il nuovo record dei campionati.
Nel 2008 diventa vicecampione italiano assoluto sia nei 60 m indoor (ad un solo centesimo dall'oro di Giovanni Tomasicchio) che sui 100 m outdoor; il 12 luglio al Meeting Internazionale Città di Pergine, migliora ulteriormente il proprio personale sui 100 m, portando il proprio record a 10"23. Ad agosto, sempre con la staffetta 4×100 m italiana partecipa ai Giochi olimpici di Pechino (Cina); la staffetta azzurra (Collio, Cerutti, Di Gregorio, Riparelli) viene però squalificata in semifinale per cambio irregolare.
Il 10 settembre vince il Meeting di Rovereto in 10"24, battendo i più quotati Harry Aikines-Aryeetey e Mike Rodgers.
Nel 2009 agli assoluti giunge quarto sui 60 m indoor (ad un solo centesimo dal bronzo di Roberto Donati) e viene squalificato in batteria nei 100 m all'aperto.
Agli assoluti indoor di Ancona nel 2010 diventa campione italiano al coperto sui 60 m; agli assoluti di Grosseto vince il titolo italiano assoluto con la staffetta 4×100 m insieme ad Alessandro Berdini, Emanuele Di Gregorio e Davide Manenti, dopo essere arrivato quinto sia nei 100 che sui 200 m.
Due piazzamenti in finale agli assoluti del 2011: quarto sui 60 m indoor (ad un centesimo dal bronzo di Roberto Donati) e sesto nei 100 m outdoor.
Nel mese di giugno partecipa con la 4×100 m agli Europei a squadre tenutisi in Svezia a Stoccolma dove il quartetto azzurro viene squalificato. Il 14 luglio al Meeting internazionale Memorial Paolo Delogu di Dorgali stabilisce con 10"24 (vento nella norma), il primato stagionale che gli vale anche il minimo B per i Mondiali di Taegu in Corea del Sud.
Nel 2012 partecipa agli Europei di Helsinki (Finlandia), correndo in semifinale con il tempo di 10"33 (precedendo tra l'altro il britannico Mark Lewis-Francis), non riuscendo tuttavia a qualificarsi per la finale; con la staffetta 4×100 m il quartetto italiano non porta a termine la propria batteria.
Agli assoluti di Bressanone diventa campione italiano assoluto con la staffetta 4×100 m insieme a Tumi, Berdini e Manenti; nella prova individuale sui 100 m vince la medaglia di bronzo.
Il 10 luglio dello stesso anno, ottiene al Meeting di Nembro il suo nuovo record personale sui 100 m, portandolo a 10"21 (vento +1,7 m/s) e mancando di soli 3 centesimi il tempo minimo di partecipazione ai Giochi olimpici di Londra; nella capitale inglese comunque corre in staffetta con Collio, Cerutti e Manenti non riuscendo a qualificarsi per la finale.

### 2013 - 2015: quarto italiano di sempre sui 100 m
Nel mese di giugno del 2013 gareggia con la 4×100 m, a Gateshead nel Regno Unito agli Europei a squadre, concludendo in quinta posizione.
Agli assoluti di Milano nel mese di luglio termina quinto nei 100 m.
Poi vince la medaglia d'oro con la staffetta 4×100 m (insieme a Collio, Tumi e Manenti) ai Giochi del Mediterraneo di Mersin in Turchia, dopo essere stato quinto nella finale dei 100 m.
Nel 2014 consegue la laurea in Informatica presso l'Università degli Studi di Padova.
In ambito sportivo-agonistico, non va oltre la batteria sui 60 m agli assoluti indoor mentre agli assoluti di Rovereto diventa vicecampione assoluto.
Il 5 luglio del 2015 ottiene il tempo di 10"11 al Meeting di La Chaux-de-Fonds (Svizzera), prestazione che gli vale la quarta posizione nella lista italiana all-time dei 100 metri.
Agli assoluti di Torino vince il bronzo sui 100 m. Nel mese di agosto partecipa in Cina ai Mondiali di Pechino dove non va oltre la batteria dei 100 m.

### 2019 - presente: carriera master
Il 4 marzo 2023 realizza al Palaindoor di Padova il record italiano (MPI) sui 60 metri piani della categoria M40 con il tempo di 6"83. In data 11 febbraio 2024 migliora ulteriormente il suo stesso record portandolo a 6"79. Sempre nel 2024 partecipa ai campionati italiani assoluti indoor sui 60 metri piani senza però superare il turno delle batterie di qualificazione.

## Progressione

### 60 metri piani indoor
| Stagione | Tempo | Luogo      | Data      | Rank. Mond. |
| -------- | ----- | ---------- | --------- | ----------- |
| 2023/24  | 6"79  | Padova     | 11-2-2024 |             |
| 2022/23  | 6"82  | Padova     | 4-3-2023  |             |
| 2018/19  | 6"89  | Udine      | 27-1-2019 |             |
| 2016/17  | 6"72  | Ancona     | 28-1-2017 |             |
| 2013/14  | 6"72  | Modena     | 1-2-2014  |             |
| 2010/11  | 6"72  | Udine      | 23-1-2011 |             |
| 2009/10  | 6"68  | Udine      | 7-2-2010  |             |
| 2008/09  | 6"66  | Ancona     | 25-1-2009 |             |
| 2007/08  | 6"71  | Genova     | 24-2-2008 |             |
| 2006/07  | 6"70  | Ancona     | 18-2-2007 |             |
| 2005/06  | 6"87  | Modena     | 28-1-2006 |             |
| 2004/05  | 6"81  | Padova     | 15-1-2005 |             |
| 2003/04  | 6"99  | San Pietro | 25-1-2004 |             |

### 100 metri piani
| Stagione | Tempo        | Luogo           | Data      | Rank. Mond. |
| -------- | ------------ | --------------- | --------- | ----------- |
| 2024     | 10"83 (-0.5) | Palmanova       | 1-5-2024  |             |
| 2023     | 10"59 (0.8)  | Brugnera        | 15-7-2023 |             |
| 2022     | 10"74 (1.9)  | Vicenza         | 6-8-2022  |             |
| 2021     | 11"08 (-1.4) | Vittorio Veneto | 6-6-2021  |             |
| 2020     | 10"91        | Rovereto        | 5-8-2020  |             |
| 2019     | 10"63        | Bolzano         | 11-5-2019 |             |
| 2018     | 10"37        | Savona          | 23-5-2018 |             |
| 2017     | 10"32        | Savona          | 25-5-2017 |             |
| 2016     | 10"38        | Nembro          | 18-6-2016 |             |
| 2015     | 10"11        | Chaux-de-Fonds  | 5-7-2015  | 66º         |
| 2014     | 10"31        | Rovereto        | 27-6-2014 |             |
| 2013     | 10"26        | Gavardo         | 19-5-2013 | 152º        |
| 2012     | 10"21        | Nembro          | 10-7-2012 | 103º        |
| 2011     | 10"24        | Rovereto        | 13-9-2011 | 118º        |
| 2011     | 10"24        | Dorgali         | 13-7-2011 | 118º        |
| 2010     | 10"32        | Pordenone       | 16-7-2010 | 171º        |
| 2009     | 10"24        | Pergine         | 25-7-2009 | 111º        |
| 2008     | 10"23        | Pergine         | 12-7-2008 | 99º         |
| 2007     | 10"25        | Ginevra         | 9-6-2007  | 98º         |
| 2006     | 10"52        | Rieti           | 21-5-2006 | 556º        |
| 2005     | 10"72        | Padova          | 1-5-2005  |             |
| 2004     | 10"36        | Pergine         | 27-6-2004 |             |
| 2003     | 10"90        | Pergine         | 25-7-2003 |             |
| 2002     | 10"90        | Tezze           | 17-8-2002 |             |

### 200 metri piani
| Stagione | Tempo | Luogo      | Data      | Rank. Mond. |
| -------- | ----- | ---------- | --------- | ----------- |
| 2023     | 22"19 | Bressanone | 10-9-2023 |             |
| 2019     | 22"21 | Bolzano    | 12-5-2019 |             |
| 2015     | 21"66 | Rovereto   | 3-5-2015  |             |
| 2011     | 21"53 | Rovereto   | 1-5-2011  |             |
| 2010     | 20"95 | Rovereto   | 24-6-2010 |             |
| 2006     | 21"66 | Mestre     | 15-6-2006 |             |
| 2004     | 22"09 | Treviso    | 18-9-2004 |             |

## Palmarès
| Anno | Manifestazione           | Sede      | Evento      | Risultato  | Prestazione | Note   |
| ---- | ------------------------ | --------- | ----------- | ---------- | ----------- | ------ |
| 2007 | Mondiali                 | Osaka     | 4×100 m     | Batteria   | 38"81       | [ 10 ] |
| 2007 | Giochi mondiali militari | Hyderabad | 4×100 m     | Oro        | 39"28       | [ 11 ] |
| 2008 | Giochi olimpici          | Pechino   | 4×100 m     | Batteria   | dq          | [ 12 ] |
| 2012 | Europei                  | Helsinki  | 100 m piani | Semifinale | 10"33       | [ 13 ] |
| 2012 | Europei                  | Helsinki  | 4×100 m     | Batteria   | dnf         | [ 13 ] |
| 2012 | Giochi olimpici          | Londra    | 4×100 m     | Batteria   | 38"58       | [ 13 ] |
| 2013 | Giochi del Mediterraneo  | Mersin    | 100 m piani | 5º         | 10"29       | [ 14 ] |
| 2013 | Giochi del Mediterraneo  | Mersin    | 4×100 m     | Oro        | 39"06       | [ 14 ] |
| 2015 | Mondiali                 | Pechino   | 100 m piani | Batteria   | 10"41       | [ 15 ] |

## Campionati nazionali
- 4 volte campione nazionale assoluto della staffetta 4×100 m (2010, 2012, 2019, 2020)
- 1 volta campione nazionale assoluto indoor dei 60 m piani (2010)
- 2 volte campione nazionale universitario dei 100 m piani (2004, 2007)

2002
- Argento ai campionati italiani assoluti (Viareggio), 4×100 m - 41"33[16]

2004
- Oro ai campionati nazionali universitari (Camerino), 100 m piani - 10"36[17]
- 7º ai campionati italiani assoluti (Firenze), 100 m piani[18]
- 5º ai campionati italiani assoluti (Firenze), 4×100 m - 42"17[19]

2005
- Argento ai campionati italiani promesse indoor (Genova), 60 m piani - 6"70[20]
- In batteria ai campionati italiani promesse indoor (Genova), 200 m piani - 22"46[21]

2006
- In semifinale ai campionati italiani assoluti indoor (Ancona), 60 m piani - 6"89[22]
- In batteria ai campionati nazionali universitari (Desenzano del Garda), 100 m piani - dns[23]
- 7º ai campionati italiani assoluti (Torino), 100 m piani - 10"67[24]
- 4º ai campionati italiani assoluti (Torino), 4×100 m - 41"59[25]

2007
- Bronzo ai campionati italiani assoluti indoor (Ancona), 60 m piani - 6"70[26]
- Oro ai campionati nazionali universitari (Jesolo), 100 m piani - 10"64[27]
- 6º ai campionati nazionali universitari (Jesolo), 4×100 m - 43"39[28]

2008
- Argento ai campionati italiani assoluti indoor (Genova), 60 m piani - 6"74[29]
- Argento ai campionati italiani assoluti (Cagliari), 100 m piani - 10"29[30]

2009
- 4º ai campionati italiani assoluti indoor (Torino), 60 m piani - 6"71[31]
- In batteria ai campionati italiani assoluti (Milano), 100 m piani - dq[32]

2010
- Oro ai campionati italiani assoluti indoor (Ancona), 60 m piani - 6"73[33]
- 5º ai campionati italiani assoluti (Grosseto), 100 m piani - 10"42[34]
- 5º ai campionati italiani assoluti (Grosseto), 200 m piani - 21"34[35]
- Oro ai campionati italiani assoluti (Grosseto), 4×100 m - 40"30[36]

2011
- 4º ai campionati italiani assoluti indoor (Ancona), 60 m piani - 6"75[37]
- 6º ai campionati italiani assoluti (Torino), 100 m piani - 10"50[38]

2012
- Bronzo ai campionati italiani assoluti (Bressanone), 100 m piani - 10"48[39]
- Oro ai campionati italiani assoluti (Bressanone), 4×100 m - 39"48[40]

2013
- 5º ai campionati italiani assoluti (Milano), 100 m piani - 10"50[41]

2014
- In batteria ai campionati italiani assoluti indoor (Ancona), 60 m piani - 6"83[42]
- Argento ai campionati italiani assoluti (Rovereto), 100 m piani - 10"41[43]

2015
- Bronzo ai campionati italiani assoluti (Torino), 100 m piani - 10"34[44]

2016
- 8º ai campionati italiani assoluti, 100 m piani - 10"70

2017
- 5º ai campionati italiani assoluti, 100 m piani - 10"43
- Eliminato in semifinale ai campionati italiani assoluti indoor, 60 m piani - 6"86

2018
- 6º ai campionati italiani assoluti, 100 m piani - 10"58

2019
- Eliminato in semifinale ai campionati italiani assoluti, 100 m piani - 10"83

2023
- Bronzo ai campionati italiani assoluti, staffetta 4x100 m - 40"28

## Altre competizioni internazionali
2007
- Bronzo nella First League della Coppa Europa ( Milano), 100 m piani - 10"38[10]
- Oro nella First League della Coppa Europa ( Milano), 4×100 m - 39"09[10]

2011
- In finale agli Europei a squadre ( Stoccolma), 4×100 m - dq[45]

2013
- 5º agli Europei a squadre ( Gateshead), 4×100 m - 39"05[14]